# Kate Ryan

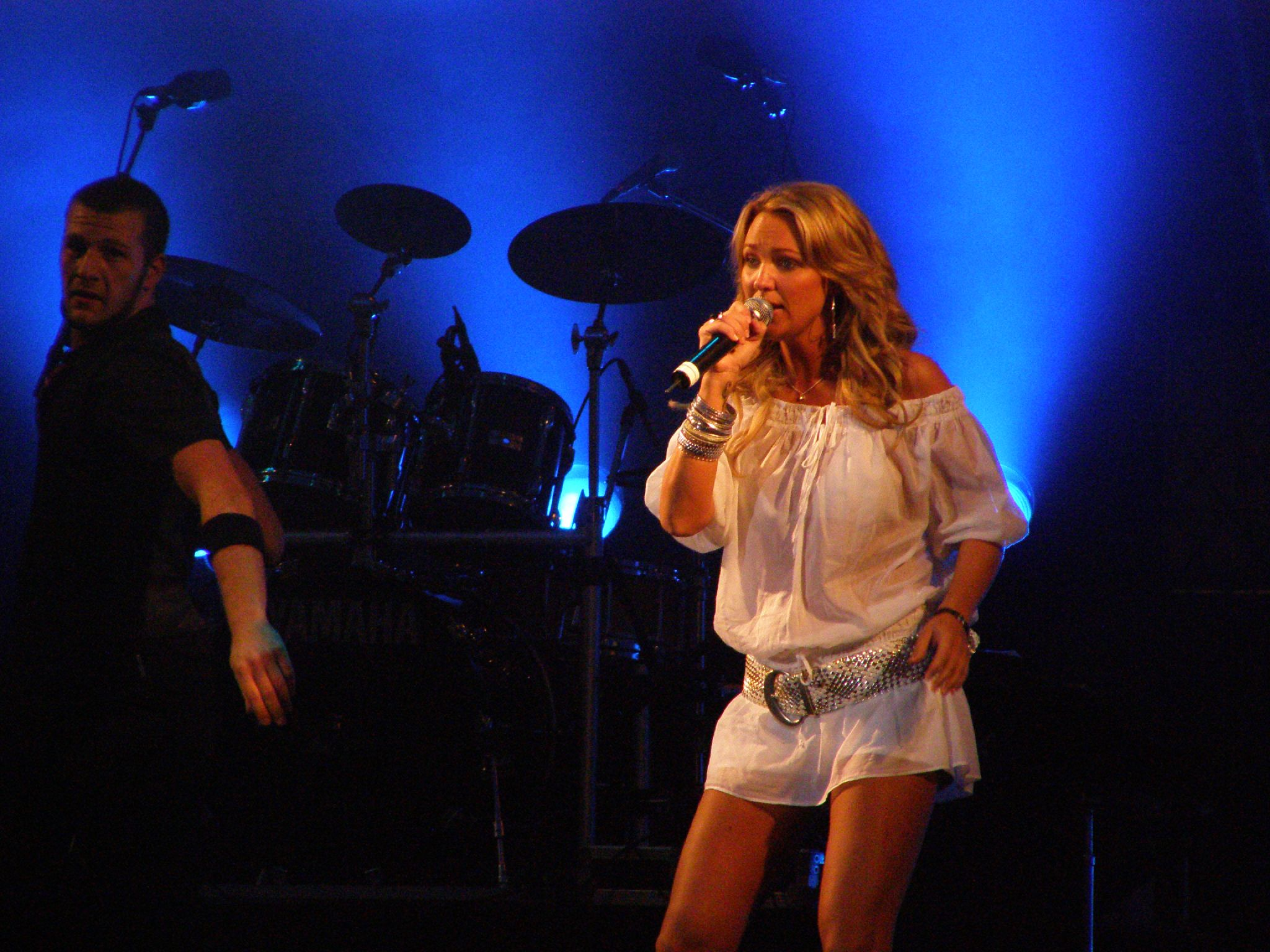
Kate Ryan în 2007

Kate Ryan (născută Katrien Verbeeck; n. 22 iulie 1980, Tessenderlo, Flandra, Belgia) este o solistă belgiană, câștigătoare a premiului „Cel mai bun cântăreț belgian”. Și-a început cariera în 2001 și a reprezentat Belgia la Concursul Muzical Eurovision 2006 cu cântecul „Je t'adore”, care s-a clasat pe locul 12 în semifinale.